# Frank Viehweg
Frank Viehweg (* 18. září 1960, Wolgast) je německý básník a písničkář.
Vystudoval hru na akordeon a jako samouk se naučil hrát na kytaru. Vystupovat začal v roce 1978. Byl členem SED, ze které byl kvůli jedné písni a básni vyloučen. Od roku 1985 pracuje jako hudebník a textař na volné noze. Žije v Berlíně.
Frank Viehweg přebásnil a přezpíval některé písně Jaromíra Nohavici.